# Aldona Młyńczak
Aldona Janina Młyńczak, née le 25 mai 1958 à Wrocław, est une femme politique polonais membre de la Plate-forme civique (PO).

## Biographie

### Formation et vie professionnelle
Elle est diplômée de la faculté d'architecture de l'École polytechnique de Wrocław en 1982, avec le titre d'ingénieur. En 1985, elle est embauchée dans un bureau d'études de la ville. Elle fonde son propre bureau en 1991.

### Engagement politique
Elle adhère à l'Union pour la liberté (UW) en 1998 et rejoint la Plate-forme civique trois ans plus tard. Aux élections locales de 2002, elle est élue au conseil municipal de Wrocław.
Pour les élections législatives du 25 septembre 2005, elle est investie en cinquième position sur la liste de la PO dans la circonscription de Wrocław. Elle totalise 2 903 votes préférentiels et assure son élection à la Diète en réalisant le sixième score de la PO, qui obtient six députés. Lors des élections législatives anticipées du 21 octobre 2007, elle est confirmée en cinquième position dans Wrocław, où la Plate-forme civique fait élire neuf députés. Elle remporte à cette occasion 5 420 suffrages de préférence, soit le cinquième résultat.
Elle est remontée à la quatrième place de la liste dans le cadre des élections législatives du 9 octobre 2011. Cependant, avec 4 855 voix préférentielles elle chute en dixième position des candidats PO, qui conserve ses neuf mandats. Elle revient cependant à la Diète le 5 juin 2014, après que Bogdan Zdrojewski a été élu député européen le 25 mai.
Aux élections législatives du 25 octobre 2015, elle est investie en troisième place de la liste libérale, et ses 5 189 votes préférentiels lui accordent la cinquième position de la PO, qui fait justement élire cinq députés.